# 4330 Vivaldi
4330 Vivaldi là một tiểu hành tinh vành đai chính với chu kỳ quỹ đạo là 1226.1295148 ngày (3.36 năm).
Nó được phát hiện ngày 19 tháng 10 năm 1982.